# Victoria Barracks (Werl)

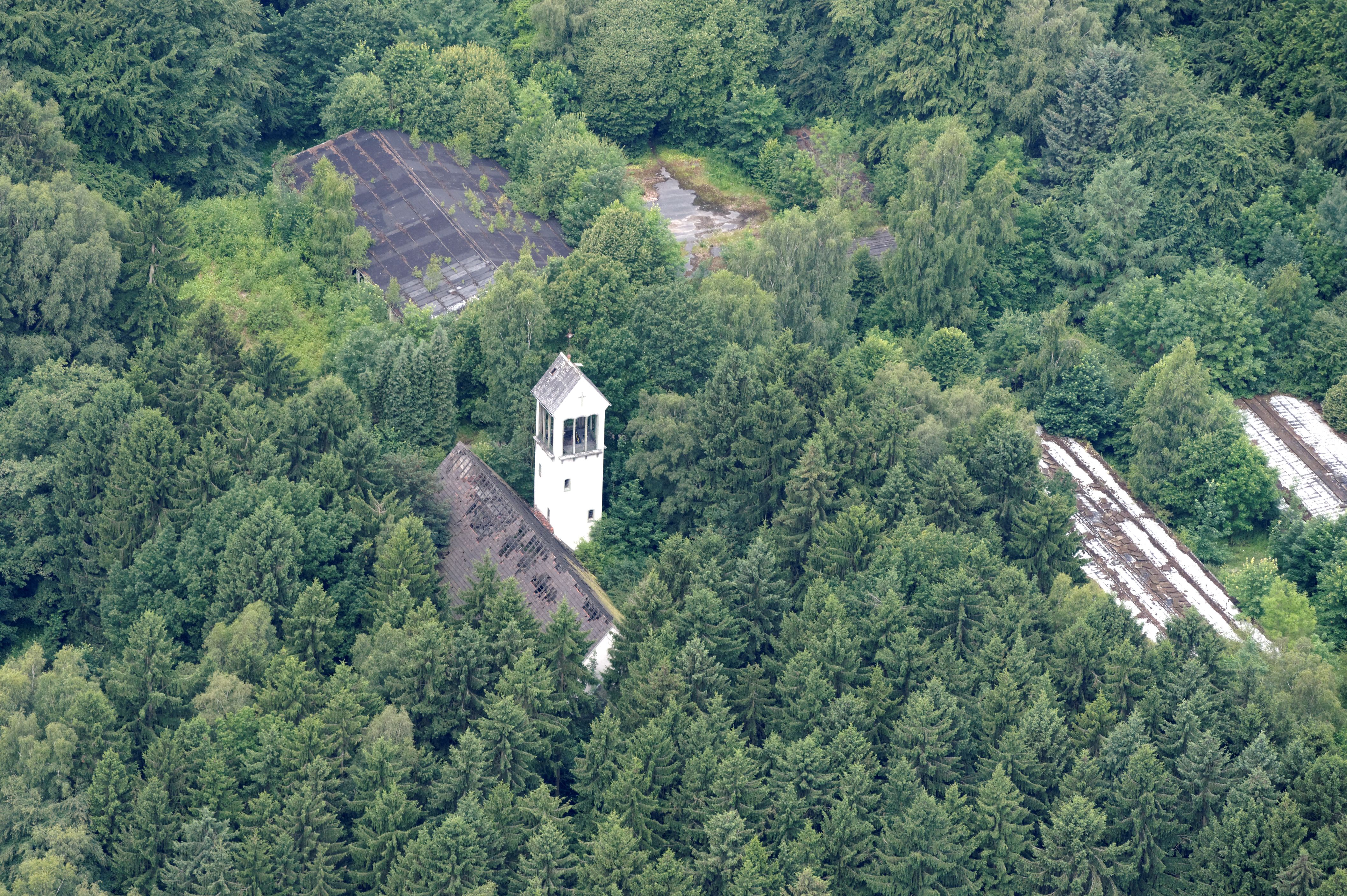
Luftaufnahme (2014)

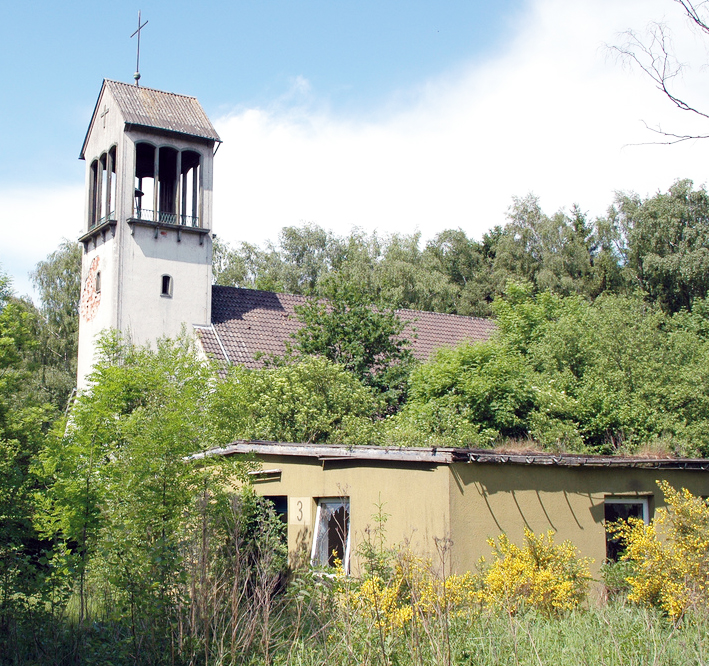
Victoria Barracks (2010)

Die Victoria Barracks waren eine ehemalige Kasernenanlage im Stadtwald von Werl.

## Geschichte
Fort Victoria und Fort Louis, im Volksmund  Victoria Barracks genannt, waren zwei Kasernenanlagen, die zwischen Werl und Wickede direkt im Werler Stadtwald an der B 63 lagen. Die Anlagen sind seit 1994 verlassen.

### Frühere Nutzung
Von 1956 bis 1970 wurde die Anlage von den kanadischen Streitkräften genutzt. Hier waren  die Kaserne und die Unterkünfte der ledigen Soldaten untergebracht. Die verheirateten Soldaten wohnten mit ihren Familien in der kanadischen Siedlung in Werl. Auch Canadian Forces Radio CAE (Canadian Army Europe) hatte hier seinen Standort. Dies war einer der ersten kanadischen Radiosender in Deutschland. Auf UKW wurden bis 1970 Sendungen für ca. 16.000 kanadische Soldaten und ihre Familien in Deutschland ausgestrahlt.
Von 1970 bis 1994 waren in der Kaserne Soldaten der britischen Rheinarmee stationiert. Seit der Räumung 1994 verfielen die Gebäude, wie die beiden Kirchen, das ehemalige GLOBE Kino und die Mannschaftsunterkünfte. Im Herbst 2018 begann die Stadt Werl, das Gelände zu sanieren und in ein Erholungsgebiet umzugestalten.